# Francisco Luís Gomes
Francisco Luís Gomes (Navelim, Goa, 17 de maio de 1829 — a bordo de SS Massilia, Oceano Atlântico, 30 de setembro de 1869) foi um médico, político, historiador, economista e escritor goês.

## Biografia
Formou-se em Medicina em 1850, e participou como cirurgião militar nas campanhas de pacificação ocorridas em algumas regiões da Índia portuguesa, o que lhe valeu a Ordem Militar de Cristo.
Por volta de 1860 (aos 31 anos), elegeu-se deputado para representar Goa na corte portuguesa, onde iniciaria sua carreira política. A partir dessa época, colaborou em diversos periódicos, como: Defensor da Verdade e Boletim do Governo e Ultramar, publicados em Goa; Le Moniteur Belge, publicado em Bruxelas; a revista Deux Mondes e o jornal La Prense, publicados em Paris; e Diário Popular, Arquivo Pitoresco e Revolução de Setembro (Lisboa), além da Gazeta de Portugal, da qual foi fundador e redactor.
Publicou uma série de trabalhos socioeconômicos, e sua obra Essay sur l'economie politique dans ses rapport avec le droit et la morale lhe valeu o título de doutor honoris causa pela Universidade de Lovaina (Bélgica).
Morreu enquanto atravessava o oceano Atlântico, quando ia da ilha da Madeira para Goa. Seu corpo foi lançado ao mar.

## Obra
- De la question du cotton en Angleterre et dans les possessions portugaises d' Afrique Occidentale
- A Liberdade da terra
- Economia rural da Índia portuguesa
- Os brigadeiros Henrique Carlos Henriques e Joaquim Xavier Henriques (1863, ensaio histórico sobre as campanhas militares na Índia).
- Os Brâmanes (1866, primeiro romance indiano, em que retrata a sociedade indiana do século XIX)
- Le Marquis de Pombal, esquisse de sa vie publique (1869)